# Lycaena nigrolineata
Lycaena nigrolineata är en fjärilsart som beskrevs av Ruggero Verity 1904. Lycaena nigrolineata ingår i släktet Lycaena och familjen juvelvingar. Inga underarter finns listade i Catalogue of Life.